# Pimelodidae
Pimelodidae (Antennemeervallen) zijn een familie van straalvinnige vissen uit de orde van Meervalachtigen (Siluriformes). De familie heeft ongeveer 30 geslachten en meer dan 100 soorten.

## Lijst van geslachten
- Aguarunichthys Stewart, 1986
- Bagropsis Lütken, 1874
- Bergiaria Eigenmann & Norris, 1901
- Brachyplatystoma Bleeker, 1862
- Calophysus Müller & Troschel in Müller, 1843
- Cheirocerus Eigenmann, 1917
- Conorhynchos Bleeker, 1858
- Duopalatinus Eigenmann & Eigenmann, 1888
- Exallodontus Lundberg, Mago-Leccia & Nass, 1991
- Hemisorubim Bleeker, 1862
- Hypophthalmus Cuvier, 1829
- Iheringichthys Eigenmann & Norris, 1900
- Leiarius Bleeker, 1862
- Luciopimelodus Eigenmann & Eigenmann, 1888
- Megalonema Eigenmann, 1912
- Parapimelodus La Monte, 1933
- Perrunichthys Schultz, 1944
- Phractocephalus Agassiz, 1829
- Pimelabditus Parisi & Lundberg, 2009
- Pimelodina Steindachner, 1876
- Pimelodus Lacépède, 1803
- Pinirampus Bleeker, 1858
- Platynematichthys Bleeker, 1858
- Platysilurus Haseman, 1911
- Platystomatichthys Bleeker, 1862
- Propimelodus Lundberg & Parisi, 2002
- Pseudoplatystoma Bleeker, 1862
- Sorubim Cuvier, 1829
- Sorubimichthys Bleeker, 1862
- Steindachneridion Eigenmann & Eigenmann, 1919
- Zungaro Bleeker, 1858
- Zungaropsis Steindachner, 1908